# Ligne Vallorbe – Le Brassus
La ligne Vallorbe – Le Brassus est une ligne de chemin de fer longue de 24,46 km, à voie unique à écartement normal électrifiée en 15 kV monophasé à 16,7 Hz, reliant Vallorbe, Le Pont et Le Brassus.

## Histoire
Durant la seconde partie du XIXe siècle, les voies de communications se développent avec l'industrialisation de la Suisse. Dans la vallée de Joux, les lacs de Joux et Brenet sont exploités l'hiver pour leur glaces par la Société des glaces. La difficulté qu'elle rencontre pour faire descendre sa glace de la vallée de Joux vers Lausanne, Genève ou même Lyon et Paris lui est une source importante de pertes financières. Elle envisage alors la construction et l'exploitation d'un chemin de fer depuis Vallorbe jusqu'au Pont. Le 30 janvier 1882, elle obtient une concession pour cette ligne au trajet non encore définit. Différentes lignes, à crémaillère ou à voie métrique sont étudiées. Elles présentent néanmoins le désavantage de devoir transférer la glace à Vallorbe. Pour des liaisons directes, une voie normale est retenue passant par Le Day. La Société des glaces, préférant se concentrer sur son activité principale cède sa concession à un syndicat de banquiers. Ce dernier crée la compagnie du chemin de fer du Pont-Vallorbe (PV) et fait débuter les travaux le 1er juillet 1885. Il charge la Compagnie de la Suisse occidentale et du Simplon de l'exploitation de la ligne. Une année plus tard les travaux sont terminés et la ligne de 11,63 km (8,48 km depuis Le Day) voit le premier train reliant Vallorbe au Pont circule le 30 octobre 1886 lors d'une course inaugurale. À la gare de Le Pont, 700 convives sont présents pour la fête. L'exploitation commerciale début le lendemain avec un temps de parcours de 40 minutes à la montée et 37 à la descente.
En 1887, la Société des glaces fait faillite et provoque une baisse des revenus de la compagnie. Celle-ci finira par faire se restructurer à la fin de l'année 1890 et cesse toute exploitation ferroviaire après seulement 5 ans d'existence. La compagnie du chemin de fer Jura-Simplon (JS) rachète la ligne le 1er janvier 1891. Le PV change de nom et reprend l'exploitation de la glace laissée par la Société des glaces. Le JS étant incorporé aux Chemins de fer fédéraux (CFF) le 1er janvier 1904, ce tronçon devient la propriété des CFF.
Pendant ce temps, plusieurs notables vaudois étudient la possibilité de relier le reste de la vallée de Joux au chemin de fer. Le 12 février 1891, trois Lausannois demandent une concession pour relier Le Brassus au Pont par une voie étroite de 750 mm. Elle est accordée le 16 avril 1891. Le projet prévoit la construction de la ligne sur la rive orientale du Lac. Néanmoins, ce projet ne fait pas l'unanimité et le 23 octobre 1895 Samuel Rochat de Morges et Maurice d'Allèves de Sion demandent une concession pour relier Le Brassus au Pont par une ligne à voie normale de 13,249 km passant par la rive occidentale du lac de Joux. Celle-ci est accordée le 23 mars 1896.
Après quelques discussions au Grand Conseil, la compagnie du Chemin de fer Pont-Brassus (PBr) est fondée le 1er septembre 1897 et les travaux débutent. Le 21 août 1899, la ligne est inaugurée avec deux jours de retard sur la date prévue à cause de légers retards dans les travaux.
Avant la Première Guerre mondiale après que la ligne du Chemin de fer Nyon-Saint-Cergue-Morez est mise en service, l'idée de prolonger la ligne du Brassus jusqu'aux Rousses est évoquée. Néanmoins, le premier conflit mondial fera tomber cette proposition à l'eau.
Durant les années 1920, le PBr effectue d'importants travaux de réfection de la voie pour faire circuler des locomotives Mallet.
Dans les années 1930, l'idée d'étendre la ligne en France refait surface, mais est à nouveau enterrée pour des raisons de coûts. En 1938, l'électrification de la ligne a lieu. Les travaux commencent le 2 mai 1938 et s'achèvent le 30 septembre de la même année. Une caténaire portant un fil de 83 mm2 fournit alors le même courant que celui utilisé par les CFF : 15 kV à fréquence spéciale de 16,7 Hz. L'inauguration de la ligne électrique a lieu le 1er octobre 1938 et un fourgon automoteur Fe 4/4 circule sur la ligne de Vallorbe au Brassus.
La ligne est régulièrement entretenue et modernisée. Le 25 octobre 1960, le passage à niveau de la rue des Crêtets entre Solliat-Golisse et Sentier-Orient est équipé de barrières et feux clignotants automatiques. Il en va de même pour celui du Pont en août 1962 puis ceux du Sentier et des Esserts de Rive en 1965. Néanmoins, en 1966, les travaux de réfection de la ligne sont devisés à plus de 2 millions de francs et la question du maintien de la ligne se pose. Des subventions sont accordées en 1968 permettant la pose de rails de 46 kg/m et de continuer l'automatisation des passages à niveaux. Le pont entre les deux lacs est changé en 1969 et celui sur l'Orbe après la halte de Chez-le-Maître en 1971, permettant alors de lever toute limitation du tonnage des trains.
En 1975, les CFF demandent la suppression du tronçon Vallorbe − Le Pont à cause du mauvais état du tunnel des Époisats. Finalement, la Confédération subventionne les réparations du tunnel et la concession du PBr est renouvelée jusqu'en 2026.
En 1978, la ligne est protégée par l'installation d'un bloc de ligne ainsi que la pose de balises Integra.
En février 1986, un projet de circulation à cadence horaire entre Vallorbe et Le Brassus est présenté. Il présente l'avantage de ne plus avoir de correspondances à la gare de Le Pont grâce aux liaisons directes. Le 28 mai 1989 ce système est mis en place. Les trains se croisent en gare de Le Pont. Le nombre de passagers passe alors de 146 875 en 1988 à 275 269 en 1989. La proposition est un succès.
À la même époque, une prolongation de la ligne jusqu'aux Rousses, en France voisine, est également discutée. Une étude est confiée à un bureau technique en 1987, mais cette prolongation ne se réalise pas.
De 1995 à 1998 la ligne de contact entre Le Pont et Le Lieu est remise à neuf. Un câble de 112 mm2 vient remplacer celui de 1938 et permet des courants allant jusqu'à 500 A. En même temps, des rails de 54 kg/m sont posés en remplacement des anciens.
Le 4 juillet 2001, le PBr fusionne avec l'Yverdon-Ste-Croix et les transports publics d'Yverdon-Grandson pour former la compagnie des Transports Vallée de Joux, Yverdon-les-Bains, Sainte Croix (Travys). Cette dernière reprend la concession du PBr pour l'exploitation de la ligne entre Vallorbe et Le Brassus. Elle poursuit les travaux d'entretien et de réfection de la ligne. En 2007, les tunnels du Pré-Lionnet I et II sont assainis.
En 2008, pour ne plus avoir à traverser la route du Risoud au Brassus, la gare est déplacée en aval de cette route. Le dernier train desservant l'ancienne gare du Brassus le fait le 8 juin 2008. Au mois de novembre 2009 les travaux sont interrompus à cause de l'hiver. Le 27 avril 2009 la gare est partiellement mise en service. Son inauguration officielle a lieu le 20 août. Elle offre des quais de 90 m de long à une hauteur de 55 cm permettant l'accès facilité aux trains par les personnes à mobilité réduite. La longueur de la ligne depuis Le Pont est ramenée à 13,100 km ramenant la longueur totale de la ligne de 24,55 km à 24,46 km.
Depuis mai 2006, l'exploitation du trafic marchandises sur la ligne, abandonné par CFF Cargo est repris par Travys.

### Prolongement du RER Vaud dans la vallée de Joux
Dans le cadre de l'amélioration de la desserte du Réseau express régional vaudois, il a été décidé d'effectuer des travaux afin de permettre dès l'été 2022 d'ouvrir une desserte sans changement de Lausanne au Brassus, puis offrir à terme un train toutes les demi-heures de Lausanne au Day. Les trains pour Vallorbe et le Brassus doivent circuler couplés (avec coupe-accroche en gare du Day), Pour ce faire, il a été décidé de construire une nouvelle gare à 300 mètres de l'ancienne, équipée de quais de 160 mètres de longueur et de 55 centimètres de hauteur. Ce projet comprend également la création d'un parc relais à proximité directe de la gare ainsi que de nouveaux arrêts de bus. De plus, les sections de Daillens à Vallorbe de la ligne Cossonay – Vallorbe et du Day au Pont de la ligne Vallorbe – Le Brassus ont été équipées d'une signalisation ferroviaire numérique. Le tronçon de Daillens à Vallorbe a également été banalisé. L'ensemble des travaux a un coût estimé à 53 millions de francs suisses,.
Les travaux de construction de la nouvelle gare du Day ont commencé le 18 janvier 2021. À cause de la pandémie de Covid-19, le début des travaux a été retardé de huit mois. Si les quais de la nouvelle gare seront construits en décembre 2021, ils ne pourront être utilisés qu'à partir du 16 mai 2022, lorsque la nouvelle signalisation sera en service,.
La mise en service de la nouvelle ligne directe entre Lausanne et la vallée de Joux sans changement a été effective le 7 août 2022.

## Parcours
| Ligne | Caractéristiques | Caractéristiques            | Caractéristiques            | Caractéristiques            | Caractéristiques            | Caractéristiques                              | Caractéristiques                         | Caractéristiques            | Caractéristiques            |
| 201   | Ligne Vallorbe – Le Brassus | Ligne Vallorbe – Le Brassus | Ligne Vallorbe – Le Brassus | Ligne Vallorbe – Le Brassus | Ligne Vallorbe – Le Brassus | Ligne Vallorbe – Le Brassus                   | Ligne Vallorbe – Le Brassus              | Ligne Vallorbe – Le Brassus | Ligne Vallorbe – Le Brassus |
| 201   | Vallorbe ⥋ Le Brassus | Vallorbe ⥋ Le Brassus       | Vallorbe ⥋ Le Brassus       | Vallorbe ⥋ Le Brassus       | Vallorbe ⥋ Le Brassus       | Vallorbe ⥋ Le Brassus                         | Vallorbe ⥋ Le Brassus                    | Vallorbe ⥋ Le Brassus       | Vallorbe ⥋ Le Brassus       |
| ----- | --- | --------------------------- | --------------------------- | --------------------------- | --------------------------- | --------------------------------------------- | ---------------------------------------- | --------------------------- | --------------------------- |
| 201   | Ouverture / Fermeture 1899 / — | Longueur 13 km              | Durée 43 min                | Nb. d’arrêts 12             | Matériel —                  | Jours de fonctionnement L, Ma, Me, J, V, S, D | Jour / Soir / Nuit / Fêtes O / O / N / O | Voy. / an —                 | Exploitant TRAVYS           |
| 201   | Desserte : - Ville et lieux desservis : Vallorbe, Le Day, Le Pont, Les Charbonnières, Le Séchey, Le Lieu, Les Essert-de-Rive, Le Rocheray, Le Solliat, La Golisse, Le Sentier, L'Orient, Le Brassus - Gares de correspondances : Gare de Vallorbe et Gare du Day           |                             |                             |                             |                             |                                               |                                          |                             |                             |
| 201   | Autre : - Zones traversées : 110, 115, 116, 117, 118 et 119 - Amplitudes horaires : de 05:00 à 00:30 / 22 par jour en semaine (entre 1 et 2 par heure), 17 le samedi et 16 le dimanche (1 par heure) - Particularités : - Date de dernière mise à jour : 12 décembre 2021. |                             |                             |                             |                             |                                               |                                          |                             |                             |
| 201   | Dernière actualisation : — |                             |                             |                             |                             |                                               |                                          |                             |                             |

La ligne part de la gare de Vallorbe, de laquelle partent aussi dans la direction opposée, la ligne de Pontarlier à Vallorbe (frontière) et dans la même direction, la Ligne de Cossonay – Vallorbe. La ligne franchit alors le viaduc de l'Orbe d'une longueur de 152 m pour arriver à la gare du Day. De là, les deux lignes parallèles divergent et la ligne prend une bifurcation pour continuer sur une voie unique en direction du Brassus. La ligne rentre alors dans la forêt et longe la côte de la Dent où elle passe au nord de la Dent de Vaulion en gravissant une rampe de 38 ‰. Il s'agit de la plus importante de la ligne. La ligne franchit le ruisseau des Époisats avant d'emprunter le tunnel du Mont-d'Orzeires, d'une longueur de 431 m et qui débouche dans la Vallée de Joux. La ligne arrive alors à la gare du Pont située à 1 008 m d'altitude. À cette gare se trouvent les halles de la Compagnie du Train à vapeur de la Vallée de Joux, une association faisant circuler des trains anciens sur cette ligne.
Celle-ci franchit le petit canal qui relie le lac Brenet au lac de Joux et continue avec une rampe de 22 ‰ avant de desservir le village des Charbonnières par une petite halte. Il en est de même un peu plus d'un kilomètre plus loin pour le hameau du Séchey. La ligne arrive alors à la gare du Lieu qui, comme la gare du Pont, dispose de deux voies pour permettre aux trains de se croiser. Elle est située au point le plus haut de la ligne.
Elle continue en traversant successivement deux courts tunnels proche du lieu-dit du Pré-Lionnet. Elle dessert ensuite par des haltes les hameaux des Esserts-de-Rive, du Rocheray et du Solliat et de la Golisse pour finalement rejoindre la gare du Sentier-Orient qui dispose de plusieurs voies pour permettre aux trains de se croiser, mais aussi d'un quai de chargement pour le fret.
De là, la ligne dessert le hameau Chez-le-Maître par la halte de Chez-le-Maître-Écoles qui dessert l'École Technique de la Vallée de Joux. L'ancienne halte de Chez-le-Maître n'est plus desservie.
Plus loin, la ligne passe à nouveau sur l'Orbe, bien que cette fois-ci la ligne se trouve plus en amont de la rivière avant d'atteindre la gare terminus du gare du Brassus à une altitude de 1 020 m,,,.